# Чедвик, Эдвин
Эдвин Чедвик (англ. Edwin Chadwick; 24.01.1800—6.07.1890) — английский экономист. По образованию юрист. Ученик Иеремии Бентама. Инициатор принятия «закона о бедных», ограничения применения детского труда на фабриках, закона об учёте родившихся и умерших (1838), который способствовал возникновению санитарной статистики. Доклад Чедвика о санитарных условиях жизни промышленных рабочих (1842) стал основой закона об общественном здоровье и создания Главного управления здравоохранения (1848).

## Биография
Эдвин родился 24 января 1800 года в Лонгсайте, недалеко от Манчестера. Вскоре умерла мать. Отец, Джеймс Чедвик (сын Эндрю Чедвика и друг Джона Уэсли), преподавал ботанику и музыку Джону Далтону, редактировал газету государственного деятеля во время заключения её редактора, был редактором «Вестерн Таймс», затем поселился в Нью-Йорке и работал журналистом. Умер в возрасте восьмидесяти четырёх лет.
Младший брат Эдвина Чедвика Генри Чедвик (1824—1908). стал писателем.
Эдвин получил начальное образование в Лонгсайте и Стокпорте, а затем, когда его семья переехала в Лондон, в 1810 году продолжил образование с частными преподавателями.
В 1818 году устроился на стажировку в адвокатскую контору. Получил образование юриста, а затем стал членом Иннер Темпл в 1823 году, где был призван в Судебные инны 26 ноября 1830 года. Продолжая изучать юриспруденцию, работал журналистом, писал для «Morning Herald» и других газет. Он был членом Лондонского дискуссионного клуба.
В 1832 году Чедвик принял пост помощника комиссара Королевской комиссии по делам бедных (1832), а в 1833 году он был назначен главным комиссаром комиссии. Эта комиссия проанализировала социальные проблемы в 1500 приходах страны (около 10 %) и предложила парламенту новый закон о бедных «Об усовершенствовании и лучшем применении Законов о бедных в Англии и Уэльсе» 1834 года. Он отменил выдачу социальных пособий нуждающимся, переведя социальную помощь в ведение работных домов. Эта реформа заложила основу социальной опеки в Великобритании, которая в общих чертах существует по сей день. Чедвика она сделала влиятельной фигурой и открыла ему путь в Уайтхолл — английское правительство.
В 1854 году Чедвик был инициатором создания системы общественного здравоохранения в стране. Историк И.Редлих считал, что Чедвик стал решающей фигурой для всей английской административной реформы.
Во время Крымской войны в 1854—1856 годах Чедвик убедил лорда Палмерстона послать комиссию для расследования и облегчения страданий войск.
В 1855 году в Лондоне была основана Ассоциация административной реформы. В 1858 году он поднял вопрос о недостатках санитарии в индийской армии: поддержка, которую его взгляды получили впоследствии, привела к назначению санитарной комиссии индийской армии.
После вынужденного ухода на пенсию Чедвик стал участвовать в проектах по улучшению санитарной техники, открытых пространств, сельскохозяйственного дренажа и санитарии в тропиках.
1867 году Чедвик безуспешно баллотировался в парламент от Лондонского университета. Впоследствии, по просьбе Гладстона, Чедвик изучил возможность дешёвого почтового телеграфа и в 1871 году поинтересовался планом осушения конопли, представленным ему герцогом Аргайлом. Он выступал за план « отдельной системы» канализации, который предусматривал удаление ливневой воды в отдельных ливневых стоках и удаление сточных вод отдельными домашними стоками и канализационными трубами. План был одобрен правительством и осуществлен армейской санитарной комиссией.
Чедвик умер 6 июля 1890 года в Парк-коттедже, Ист-шин графства Суррей.

## Создание системы здравоохранения в Великобритании
В конце XVIII века, когда в Великобритании начался промышленный переворот, быстро начало расти население городов и это потребовало новых подходов к борьбе с эпидемиями и охране здоровья. Особенную опасность для всех слоёв общества представляли распространение туберкулёза и вспышки холеры. Эдвин Чэдвик исследовал условия жизни населения Лондона и опубликовал два судьбоносных доклада, послуживших импульсом для вмешательства правительства в ситуацию: «О санитарных условиях жизни промышленных рабочих» (1842) и «О водоснабжении столицы» (1850). Владевший французским языком, Чедвик был хорошо знаком с исследованиями Луи-Рене Виллерме. Чедвик восхищался тем, как французы подходили к сбору данных и как соотносили заболевания с условиями жизни.
В 1848 году в Великобритании был создан Генеральный совет здравоохранения во главе с первым комиссаром по делам лесов, в качестве его председателя. С этого момента начинается формирование системы медицинской помощи населению, завершившееся к 1854 году. В 1854 году этот Совет был восстановлен и председателя назначали отдельно. Профессор Брюссельского университета М. Вотье указывал, что «забота об общественном здравоохранении была для Англии исходной точкой настоящей политической эволюции», создавшей новые административные учреждения и вызвавшей целый ряд перемен и «глубокую реформу провинциальных и коммунальных учреждений страны».
Созданная система послужила примером для Пруссии, Франции, Бельгии и России. Видный земский деятель и исследователь князь А. И. Васильчиков в начале 1870-х гг. разработал проект полного разделения лечебного и санитарного дела в России по английскому образцу, считая его «самым смелым нововведением» в механизм самоуправления Британии.

## Награды
Его государственные заслуги были признаны:
- 1889 — он получил рыцарство;
- избран членом-корреспондентом институтов Франции и Бельгии, а также обществ медицины и гигиены Франции, Бельгии и Италии.